# Délivrance (film, 1981)
Pour les articles homonymes, voir Délivrance.
Pour plus de détails, voir Fiche technique et Distribution.
Délivrance (सदगति, Sadgati) est un téléfilm indien réalisé par Satyajit Ray en 1981. Il s'agit de l'adaptation, sous la forme d'un moyen métrage, d'une nouvelle du même titre écrite par Munshi Premchand. Il s'agit d'un des rares films du réalisateur tourné dans une autre langue que le bengali.

## Synopsis
Dukhi (joué par Om Puri), tanneur intouchable d'un village du Rajasthan, a besoin des services du prêtre brahmane (joué par Mohan Agashe) pour fixer la date du mariage de sa fille. Il se rend donc chez lui, et le brahmane, qui n'a pas le temps de venir, lui confie toute une série de travaux à accomplir. Bien qu'il se remette à peine d'une mauvaise fièvre, Dukhi s'exécute.
Il finit par se tuer à la tâche en voulant fendre une énorme bûche au moyen de la petite hache élimée que le brahmane a mise à sa disposition. Lorsqu'il s'aperçoit de sa mort, le brahmane demande aux autres intouchables du village d'évacuer le corps. En effet c'est une tâche considérée comme impure, qu'il ne saurait effectuer lui-même. Mais la communauté, prévenue de sa venue, a décidé de refuser de toucher au corps. Le cadavre ne peut pas rester là où il est, car il est à proximité du puits utilisé par les hindous de haute caste du village. Le brahmane finit donc par attacher une corde au pied de Dukhi, de nuit, pour trainer le corps hors du village.

## Fiche technique
- Titre : Délivrance
- Titre original : सदगति (Sadgati)
- Réalisation : Satyajit Ray
- Scénario : Satyajit Ray, Amrit Rai (dialogue) et Munshi Premchand (histoire originale)
- Production : Bolai Addy, Tej Bahadur, Trailokya Das
- Musique : Satyajit Ray
- Photographie : Soumendu Roy
- Montage : Dulal Dutta
- Décors : Ashoke Bose
- Pays d'origine :  Inde
- Langue originale : hindi
- Format : Couleur (Eastmancolor) - 35 mm - Son : mono
- Durée : 45 min
- Budget : USD
- Dates de sortie : 
  - Finlande : 17 février 1984
  - France : 13 avril 1994 (version théâtrale)

## Distribution
- Om Puri : Dukhi
- Smita Patil : Jhuria
- Mohan Agashe : Le Brahmane
- Gita Siddharth : La femme du Brahmane
- Richa Mishra : Dhania
- Salil Dhar Diwan
- Shyam Sundar Sharma
- Wahid Shareef
- Anand Chaube
- Anand Verma
- Narendra Thakak
- Keshri Bajgaji
- Ratna Bhatta
- Bhaialal Hedao : Le Gond
- Shefali Shukla

## Distinctions
- Mention spéciale au National Film Awards en 1982